# Hilton Aguiar
Hilton Alves de Aguiar (Chapadinha, 15 de abril de 1963) é um político e empresário brasileiro. Foi vereador no município de Itaituba e foi eleito deputado estadual em 2010, sendo reeleito em 2014 e 2018. 